# 불완전이행
불완전이행(不完全履行)이란 채무자에 의하여 적극적으로 이행행위가 행해졌으나, 채무자가 완전한 이행을 하지 못하여 채권자에게 손해가 발생하는 것을 의미한다. 민법에는 직접적인 규정은 없지만 대한민국 민법 제390조에서 이를 추측할 수 있다.

## 예시
- 백과사전을 샀는데 쪽수가 인쇄되어 있지 않고 커버가 없는 경우
- 60ha의 쌀을 샀는데 55ha 밖에 나가지 않는 경우
- 100만원을 빌려줬는데 95만원밖에 받지 못한 경우

## 관련 판결
- 96다39455